# Hendrik de Iongh
Hendrik de Iongh (født 4. august 1877 i Dordrecht, død 9. august 1962 i Haag) var en nederlandsk officer og fægter, som deltog i de olympiske lege 1912 i Stockholm.
De Iongh deltog ved OL 1912 i tre konkurrencer. I den individuelle kårdekonkurrence blev han nummer to i sin indledende pulje, men sidst i puljen i kvartfinalen, hvorved han var ude af konkurrencen. I den individuelle sabelkonkurrence vandt de Iongh sin indledende pulje, men skønt kvalificeret deltog han ikke i kvartfinalen. I sabelholdkonkurrencen kvalificerede Holland med de Iongh sig med en andenplads i indledende runde og en andenplads i semifinalen til finalen. Her blev det til klare nederlag til Ungarn (13-3) og Østrig (9-3), mens det med en kneben sejr over Bøhmen (8-8, færrest modtagne træffere) lykkedes også her at vinde bronzemedaljen.